# Castel di Lucio
Castel di Lucio település Olaszországban, Szicília régióban, Messina megyében. Lakosainak száma 1226 fő (2023. január 1.). Castel di Lucio Geraci Siculo, Mistretta, Nicosia, Pettineo és San Mauro Castelverde községekkel határos.

## Népesség
A település lakossága az elmúlt években az alábbi módon változott:
| Lakosok száma | 1288 | 1277 | 1226 |
|               | 2017 | 2018 | 2023 |